# Arija (Hiszpania)
Arija – gmina w Hiszpanii, w prowincji Burgos, w Kastylii i León, o powierzchni 6,96 km². W 2011 roku gmina liczyła 156 mieszkańców.